# جيمس غاردينر
جيمس غاردينر (بالإنجليزية: James Gardiner)‏ هو أمين الخزينة وسياسي أسترالي، ولد في 12 يونيو 1861 في نيوزيلندا، وتوفي في 27 أكتوبر 1928 في برث في أستراليا. حزبياً، نشط في Western Australian Liberal Party (1911–1917) ‏. وقد انتخب عضو الجمعية التشريعية لأستراليا الغربية.